# Violent Femmes
Violent Femmes — американський гурт, що грає альтернативний рок, сформований у Мілвокі, штат Вісконсин, активний з 1980 по 2009 роки. До складу гурту входять вокаліст, гітарист та автор пісень Гордон Гано, басист Брайан Річі та четверо ударників, Віктор ДеЛоренцо (1980—1993, 2002—2009, 2013), Ґай Гоффман (1993—2002), Брайан Вільйоне (2013—2016) та Джон Сперроу (з 2016).
За час свого існування Violent Femmes записали вісім студійних альбомів та п'ятнадцять синглів. Успіх прийшов до гурту одразу після виходу їхнього однойменного дебютного альбому на початку 1983 року. Violent Femmes, до якого увійшла більшість хітів гурту, таких як «Blister In the Sun», «Kiss Off», «Add It Up» та «Gone Daddy Gone», став найбільш продаваним альбомом гурту та отримав платиновий статус RIAA. Violent Femmes стали одним з найбільш комерційно успішних рок-гуртів 80-х і 90-х років, продавши понад 9 мільйонів копій альбомів (за даними на 2005 рік). Після виходу третього альбому, The Blind Leading the Naked (1986), гурт на деякий час припинив свою діяльність, а Гано та Річі почали сольні кар'єри. Наступного ж року, гурт возз'єднався і записав свій четвертий студійний альбом 3 (1989). З того часу гурт набув ще більшої популярності, особливо у Сполучених Штатах, де їхні пісні «Nightmares» та «American Music» потрапили до першої п'ятірки чарту Modern Rock Tracks.
У 2009 році гурт розпався, однак у квітні 2013 року Violent Femmes возз'єдналися і виступили на музичному фестивалі Coachella.

## Дискографія
- Violent Femmes (1983)
- Hallowed Ground (1984)
- The Blind Leading the Naked (1986)
- 3 (1989)
- Why Do Birds Sing? (1991)
- New Times[en] (1994)
- Rock!!!!! (1995)
- Freak Magnet (2000)
- We Can Do Anything (2016)
- Hotel Last Resort (2019)